# August von Stockhausen
August Wilhelm Ernst von Stockhausen (19 de febrero de 1791, en Turingia - 31 de marzo de 1861, en Berlín) fue un oficial prusiano y ministro de guerra entre 1850-51.
Stockhausen provenía de Turingia. En 1805 se unió al Feldjägerregiment del Ejército prusiano como oficial cadete. En 1808 se convirtió en teniente segundo y pasó al Garde-Jäger-Bataillon. En 1813 y 1814 participó en la Guerra de la Sexta Coalición. En 1824 fue hecho mayor y en 1830 fue asignado al Estado Mayor General. Entre 1840 y 1842 fue el jefe de Estado Mayor del Cuerpo de Guardias, que entonces era comandado por el Príncipe Guillermo. En 1845 fue hecho Mayor General. Poco después fue hecho inspector de las guarniciones de las fortalezas de la Confederación Germánica. En 1848 fue puesto al mando de la 9. Infanteriebrigade en Posen. Antes de que pudiera ocupar este puesto, sin embargo, fue hecho jefe de Estado Mayor de las tropas al mando del General Friedrich Graf von Wrangel en la Primera Guerra de Schleswig. Para el tiempo en que von Stockhausen se unió a las tropas, las unidades danesas ya se habían retirado a las islas.
En julio de 1848 fue puesto al mando de la 1.ª División en Königsberg. Apuntaba a convertirse en ministro de guerra, sin embargo, y se promocionó en Berlín. Como no lo logró, pidió su retiro. Le fue concedida esta petición y fue hecho Teniente General, con los apropiados derechos de su pensión.
Pero todavía existían elementos políticos que requerían ver a von Stockhausen como ministro de guerra. En parte por esta razón, von Stockhausen logró la elección a la segunda cámara del parlamento prusiano. Fue miembro del parlamento hasta que dimitió de su mandato el 9 de mayo de 1849. Ahí, perteneció al ala más derechista, pero no se unió a ningún partido político.
Después de la dimisión de Karl von Strotha el 27 de febrero de 1850, fue hecho ministro de guerra. Por un tiempo, también tuvo la esperanza de convertirse en Ministro-Presidente. No obstante, existían diferencias personales y políticas entre Stockhausen y el rey Federico Guillermo IV. Entre los asuntos personales, este último acusó a Stockhausen de ser un "enemigo del Pietismo", y así, del Cristianismo. Políticamente, Stockhausen, como su predecesor, apoyaba la opinión que las órdenes reales concernientes a asuntos personales (como los ascensos) constitucionalmente debían ser firmadas por el ministro de guerra.
Después de la elección de Joseph von Radowitz como Ministro de Asuntos Exteriores, Stockhausen intentó evitar una guerra inminente con Austria. Fue incluso acusado falsamente de arrastrar deliberadamente los pies en la preparación de esa guerra. La relación con el rey permaneció tensa y Stockhausen pidió la dimisión más de una vez. El rey retrasó en hacerlo sin embargo, ya que no había un reemplazo adecuado. Cuando Stockhausen rechazó defender en el parlamento un aumento del sueldo para oficiales de ciertos regimientos de Guardias, fue obligado a dimitir el 31 de diciembre de 1851. Después sostuvo el puesto de director de la comisión general de condecoraciones (Generalordenskommission) hasta 1853. También fue un miembro de la primera cámara del parlamento prusiano entre 1852-53.